# Jacques Arago
Pour les articles homonymes, voir Arago.
Jacques-Étienne-Victor Arago, (catalan: Jaume Aragó) est un écrivain, dessinateur et explorateur français, né à Estagel (Pyrénées-Orientales) le 6 mars 1790 et mort à Rio de Janeiro (Brésil) le 27 novembre 1854.

## Biographie

### Famille
Jacques Arago est l'un des fils de François Bonaventure Arago et Marie-Anne Roig. Il a été l'époux de Victorine Pleux.

### Carrière
En tant que dessinateur, il accompagne Claude-Louis de Freycinet dans son voyage autour du monde en 1817 à bord de l'Uranie, dont il tire un livre à succès nommé initialement Promenade autour du monde, puis au cours des rééditions Voyage autour du monde fait par ordre du Roi sur les corvettes de S.M. l'Uranie et la Physicienne ou Souvenirs d'un aveugle.
De retour en France, il retrouve ses activités d'écrivain, de journaliste et de vaudevilliste, et se lie, à Lyon puis à Paris, d'une profonde amitié avec le poète Louis-Agathe Berthaud (1810-1843).
Devenu aveugle en 1837, il n'en continue pas moins de voyager et de produire des pièces de théâtre. Son Voyage autour du monde, sans la lettre A (1853), est un récit lipogrammatique de ses pérégrinations, écrit sans la lettre a. Il admet quelque temps plus tard qu'un a lui a échappé dans le mot « serait ».

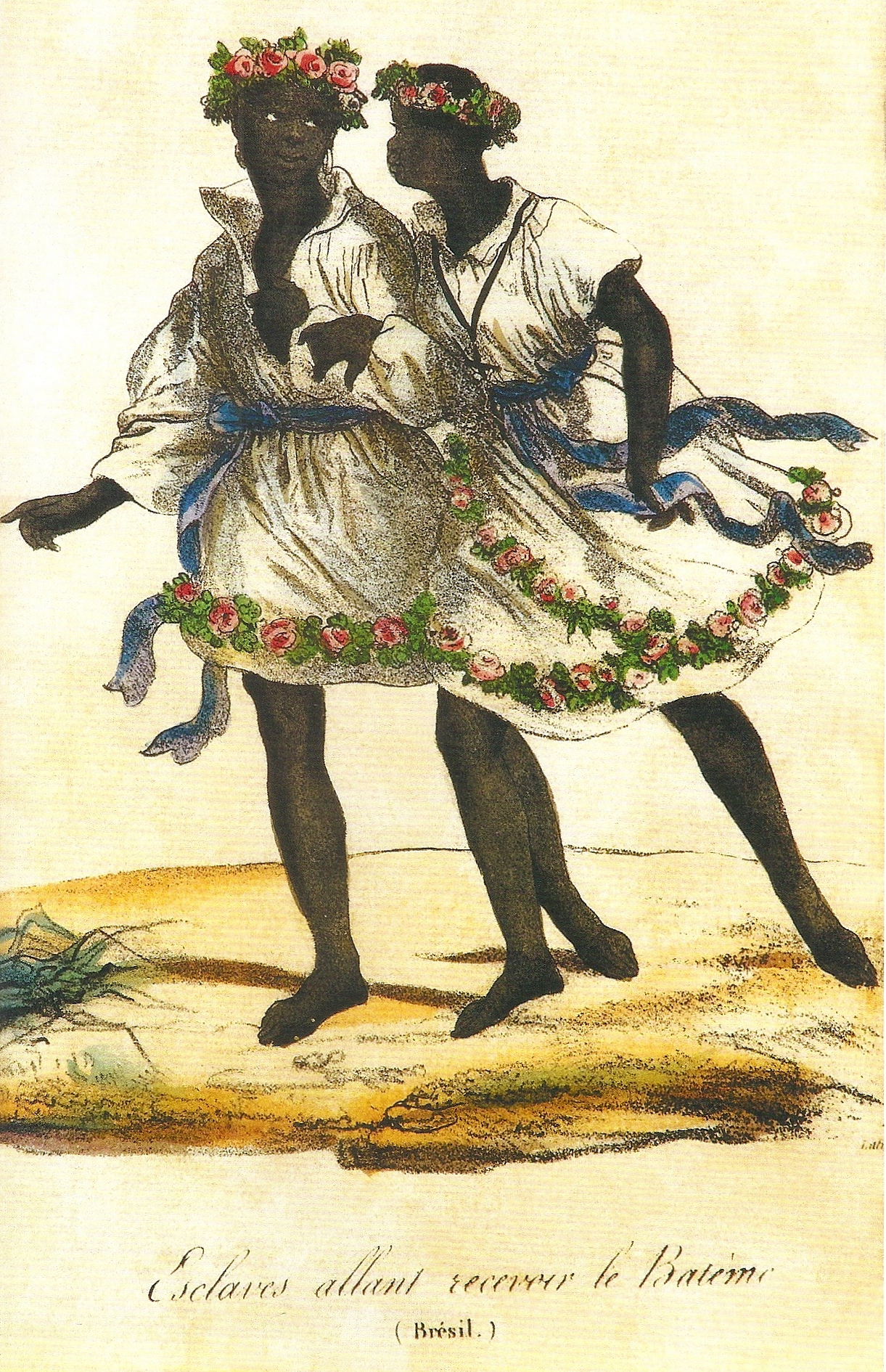
Esclaves allant recevoir le baptême, estampe, 1822, musée Afro Brasil.
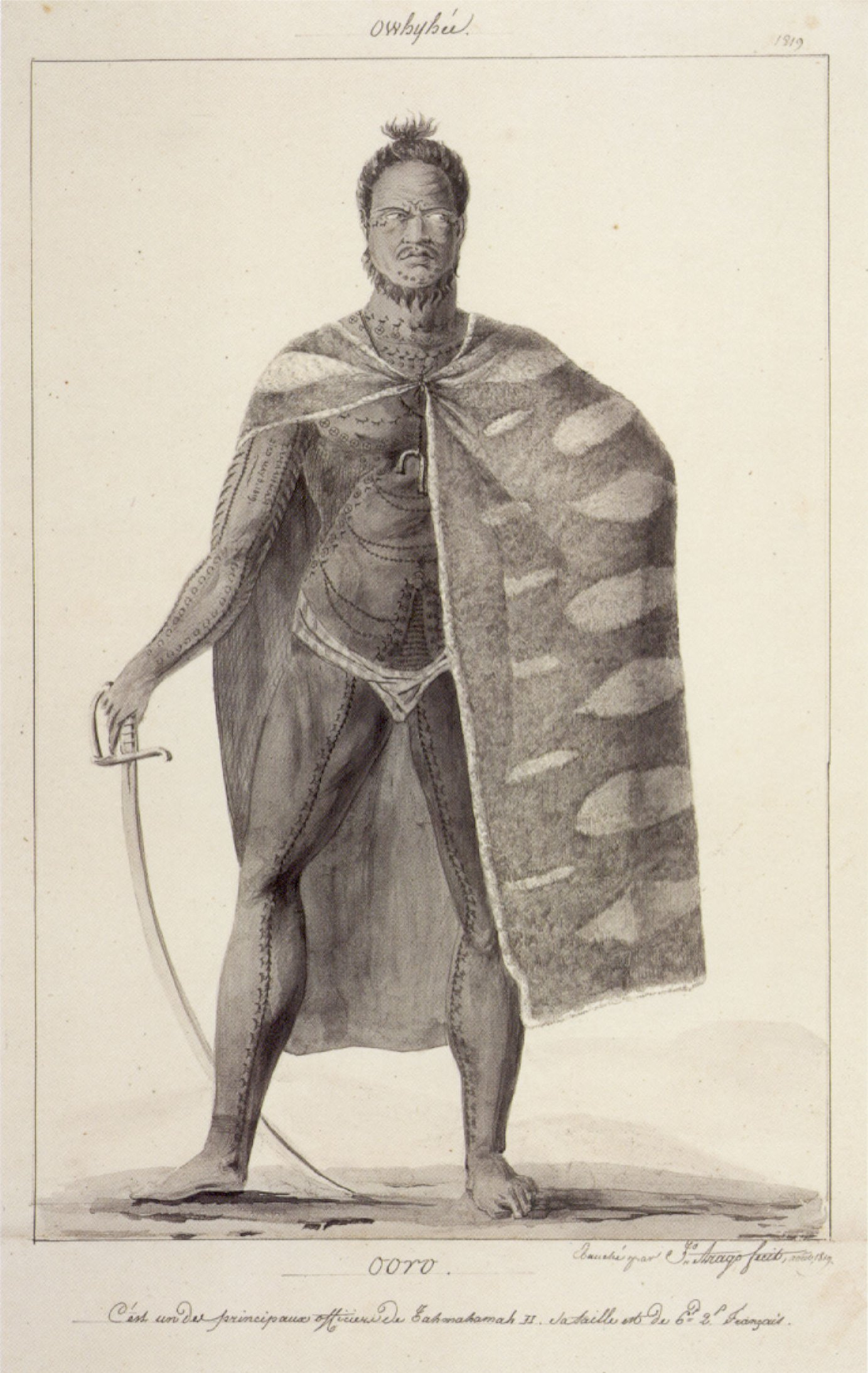
Dessin de Jacques Arago (1819) : Ooro, un des principaux officiers de Kamehameha II. Conservé à l'Honolulu Academy of Arts.
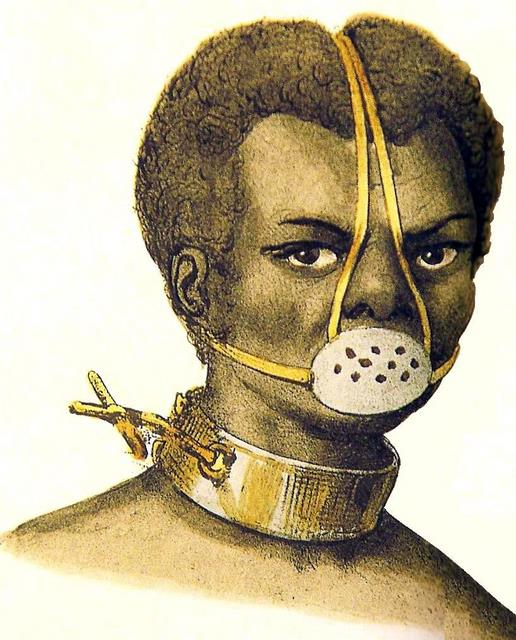
Punition pour esclaves, 1839, musée Afro Brasil.

## Œuvres

### Théâtre
- 1825 : Le Compagnon d'infortune ou les Prisonniers d'Emmanuel Théaulon et Jacques Arago, théâtre des Variétés (19 janvier)
- 1832 : Chabert, histoire contemporaine en deux actes mêlée de chants de Louis Lurine et Jacques Arago, d'après le roman d'Honoré de Balzac, Théâtre du Vaudeville (2 juillet)
- 1832 : Le Duc de Reichstadt, drame en 2 actes mêlé de couplets de Louis Lurine et Jacques Arago
- 1834 : Les Papillotes, comédie en 1 acte mêlée de chants de Jacques-François Ancelot et Jacques Arago, Théâtre du Vaudeville (17 janvier)
- 1834 : Un noviciat diplomatique, comédie en 1 acte mêlée de chants de Jacques Arago, Théâtre du Vaudeville (5 août)
- 1836 : Le Cadet de Gascogne, comédie-vaudeville en 1 acte de Léon Buquet et Jacques Arago, Théâtre du Vaudeville (17 septembre)
- 1837 : Un élève de Rome, comédie-vaudeville en 1 acte de Paul Duport, Auguste Pittaud de Forges et Jacques Arago, théâtre du Gymnase (29 juin)
- 1837 : Un mois à Naples, comédie-vaudeville en 1 acte Duplessy et Jacques Arago, Théâtre du Vaudeville (11 août)
- 1838 : David Rizzio ou la Reine et le Musicien, drame en 4 actes de Léon Buquet et Jacques Arago, créé au Théâtre de la Gaîté (19 janvier)
- 1838 : Mademoiselle d’Alvigny, lieutenant de dragons, vaudeville en 1 acte de Jacques Arago, Théâtre du Vaudeville (5 mai)
- 1840 : Le Camélia, vaudeville en 1 acte d'Édouard Goüin et Jacques Arago, théâtre Comte (30 décembre)
- 1840 : L’Éclat de rire, drame en 3 actes d'Alexandre Martin et Jacques Arago, théâtre de la Gaîté (30 juin)
- 1840 : Mon ami Cléobul, comédie-vaudeville, théâtre du Palais-Royal (25 octobre)
- 1841 : Un grand criminel, vaudeville en 2 actes de Charles Varin, Auguste Lefranc et Jacques Arago, Théâtre du Vaudeville (24 juillet)
- 1846 : Mademoiselle Lange, vaudeville en 1 acte de Jacques Arago, Théâtre du Vaudeville (13 juillet)
- 1846 : Oui ou non, comédie-vaudeville en 1 acte d'Amédée de Beauplan et Jacques Arago, Théâtre du Vaudeville (2 juillet)
- 1852 : L'Enfant gâté, vaudeville en 1 acte de Jacques Arago, théâtre des Variétés (27 juillet)
- 1853 : Poète et savetier, comédie-vaudeville en 1 acte, avec Charles Lange, 1853

### Essais
- Promenade autour du monde pendant les années 1817, 1818, 1819 et 1820, sur les corvettes du Roi L'Uranie et La Physicienne, commandées par M. Freycinet, Leblanc, 1822
- Collection de proverbes et bons-mots, Noël, 1824
- Aux jeunes poètes de l'époque, Tastu, 1824
- Le Fond du sac ou les Rognures de la censure, Laguillotière, 1827
- Promenades historiques, philosophiques et pittoresques dans le département de la Gironde, Suwerinck, 1829
- Souvenirs d'un aveugle, Hortet et Ozanne, 1839
- Physiologie de la femme entretenue d'après Paul Lacombe, Breteau et Pichery, illustré par Lorentz, 1840
- Voyage autour du monde ou Souvenirs d'un aveugle, 1840
- Physiologie des foyers de tous les théâtres de Paris, 1841
- Physiologie du protecteur, Jules Géruzet, 1841
- Physiologie de la marraine, 1842
- Physiologie de l'enfant gâté, 1842
- Physiologie du bonbon, 1842
- Histoire du prince royal, duc d'Orléans, Chapelle , 1842
- Comme on dîne à Paris, Berquet et Pétion, 1842
- De l'Occupation des Marquises et de Taïti, 1843
- Mémoires d'un petit banc de l'Opéra, Ébrard, 1844
- Souvenirs d'un aveugle : Zambala l'indien, ou Londres à vol d'oiseau, Baudry, 1845
- Aux Juges des insurgés, Wittersheim, 1848
- Napoléon homme d'esprit, De Vigny, 1851
- L'Édouard, M. Curet et moi, Brière, 1851
- Loisir impérial, De Vigny, 1851
- La Dernière Heure d'une enterrée, De Vigny, 1851
- Foyers et Coulisses, La Librairie nouvelle, 1852
- Une vie agitée, Souverain, 1853
- Voyage autour du monde sans la lettre a, 1853
- Les Deux Océans ou Autres Souvenirs d'un aveugle, Kiessling, Schnée et Cie, 1854
- Histoire de Paris, ses révolutions, ses gouvernements et ses évènements de 1841 à 1852 (2 vol.), Dion-Lambert, 1855